# Solly Zuckerman
Solly Zuckerman, Baron Zuckerman, OM, KCB, FRS (30. maj 1904 – 1. april 1993) var en britisk embedsmand, zoolog og videnskabelig rådgiver, som bedst huskes som rådgiver for de Allierede vedrørende bombestrategi under 2. Verdenskrig og for sit arbejde for at fremme ikke-spredning af kernevåben, samt for sin rolle i at skabe opmærksomhed omkring globale økonomiske spørgsmål.

## Tidlige år og uddannelse
Zuckerman blev født i Kapstaden, Sydafrika den 30. maj 1904. Han var andet barn og ældste søn af Moses og Rebecca Zuckerman, født Glaser, som var børn af jødiske immigranter. Han blev uddannet på South African College School. Efter at have studeret medicin på University of Cape Town og senere Yale University, kom han til London i 1926 for at afslutte sine studier på University College Hospital Medical School. Han indledte sin karriere ved London Zoological Society i 1928, og arbejdede som en forsknings anatom indtil 1932. Han underviste på Oxford University fra 1934-1945, hvoruden han blev valgt som Fellow of the Royal Society.

## 2. Verdenskrig
Under 2. verdenskrig arbejdede Zuckerman på adskillige forskningsprojekter for den britiske regering, herunder måling af effekten af bombning på mennesker og bygninger og en vurdering af bombardementet (Operation Corkscrew) af den italienske ø Pantellaria i 1943. 
Zuckermans forslag, som han kom med da han var videnskabelig direktør for British Bombing Survey Unit, og som blev accepteret af Air Chief Marshall Arthur Tedder og den allierede øverstkommanderende general Dwight D. Eisenhower i perioden op til Invasionen i Normandiet, om at de allierede skulle koncentrere sig om at afbryde det tysk-kontrollerede franske transportsystem gennem kraftige luftbombardementer af jernbanelinjer og rangerbanegårde, blev officielt kaldet Transportplanen, men blev af modstanderne af planen kaldt "Zuckerman's Folly." (Zuckermans dårskab)

## Senere karriere
Efter krigen var Zuckerman professor i anatomi ved Birmingham Universitet fra 1946-1968, og blev udnævnt til Companion of the Order of the Bath i 1946. Han var ledende videnskabelig rådgiver for forsvarsministeriet fra 1960 til 1966, og øverste videnskabelige rådgiver for den britiske regering fra 1964 til 1971.
Zuckerman var modstander af udviklingen af et atomvåbenkapløb. Denne modstand byggede på hans erfaringer under 2. Verdenskrig.
Han underviste på University of East Anglia fra 1969-1974, hvor han var involveret i etablering af en skole for miljøvidenskaber, og var også sekretær for London Zoological Society fra 1955-77 og dets præsident fra 1977-1984.
Nogle af Zuckermans præstationer omfattede at han blev en pioner i studiet at abers adfærd. Han tilskrives også æren for at have gjort videnskab en almindelig del af regeringers politik i den vestlige verden. Han mere bemærkelsesværdige publikationer er The Social Life of Monkeys and Apes udgivet i 1931, og Scientists and War i 1966. Zuckerman skrev to bind af en selvbiografi: From Apes to Warlords og Monkeys Men and Missiles.
Zuckerman blev adlet i 1956, blev udnævnt til Knight Commander of the Order of the Bath i 1964, tildelt Order of Merit i 1968, og blev i 1971 udnævnt til Baron Zuckerman, af Burnham Thorpe i Norfolk.

## Familieliv
Han mødte sin senere hustru, Lady Joan Rufus Isaacs, datter af 2. markis af Reading i Oxford. De blev gift i 1939 og fik to børn, en søn Paul, og en datter Stella, som døde i 1992. Lady Zuckerman døde i 2000.
Martha Gellhorn beskriver Zuckerman således i et brev til hans kone Joan i 1993, kort efter Zuckermans død:
| Citat | Der er ingen tvivl om at han var besværlig som ægtefælle, endda som far, men hvilket vidunder han var i sig selv. Utrætteligt udforskende, energisk, variationen i hans tankegang. Da han blev ældre var hans forfængelighed rørende, som om han ikke var klar over sin egen enestående værdi, og han måtte bekræfte sig selv med navnene på alle de betydningsfulde folk han mødte, selv om han var langt mere usædvanlig og langt mere begavet end nogen af dem. | Citat |
|       | |       |

### Yderligere læsning
- Peyton, John. Solly Zuckerman. (2001)

## Eksterne kilder
- Biografi Arkiveret 19. juni 2006 hos  Wayback Machine
- Zuckerman Archive, University of East Anglia